# Rahma Tahiri
Rahma Tahiri (* 9. August 1998 in Tiflet) ist eine marokkanische Leichtathletin, die sich auf den Langstreckenlauf spezialisiert hat.

## Sportliche Laufbahn
Erste internationale Erfahrungen sammelte Rahma Tahiri bei den Crosslauf-Weltmeisterschaften 2017 in Kampala, bei denen sie nach 22:21 min auf den 59 Platz im U20-Rennen gelangte. 2021 siegte sie bei den Arabischen Meisterschaften in Radès in 16:15,37 min im 5000-Meter-Lauf und gewann in 4:20,85 min die Bronzemedaille über 1500 Meter hinter der Bahrainerin Tigist Gashaw und Amina Bakhit aus dem Sudan. Im Jahr darauf gewann sie bei den Mittelmeerspielen in Oran in 15:56,36 min die Silbermedaille über 5000 Meter hinter der Türkin Yasemin Can und anschließend belegte sie bei den Islamic Solidarity Games in Konya in 17:06,0 min den sechsten Platz. 2023 siegte sie in 16:25,05 min bei den Arabischen Meisterschaften in Marrakesch und anschließend siegte sie in 15:56,71 min bei den Spielen der Frankophonie in Kinshasa über 5000 Meter sowie in 1:13:23 h im Halbmarathon. Im Oktober belegte sie dann bei den Straßenlauf-Weltmeisterschaften in Riga nach 1:09:19 h den achten Platz im Halbmarathon. Im Jahr darauf belegte sie bei den Crosslauf-Weltmeisterschaften 2024 in Belgrad in 23:08 min den vierten Platz in der Mixed-Staffel. Im August musste sie ihr Rennen bei den Olympischen Sommerspielen in Paris vorzeitig beenden.
In den Jahren 2021 und 2023 wurde Tahiri marokkanische Meisterin im 5000-Meter-Lauf.

## Persönliche Bestzeiten
- 1500 Meter: 4:16,10 min, 2. Juni 2021 in Rabat
- 3000 Meter: 9:44,33 min, 30. April 2016 in Fès
- 5000 Meter: 15:41,91 min, 16. Juli 2023 in Rabat
- Halbmarathon: 1:08:34 h, 28. Januar 2024 in Marrakesch (marokkanischer Rekord)
- Marathon: 2:24:51 h, 18. Februar 2024 in Sevilla